# Crypton Future Media
Crypton Future Media, Inc., o Crypton, es una compañía multimedia con base en Sapporo, Japón. Desarrolla, importa y vende productos para la industria musical, como generadores de audio, CD and DVD, y librerías de efectos de sonido y música de fondo. La compañía también ofrece servicios de Tienda en línea, Comunidad en Línea, y contenido para móviles, así como bancos de voz para el software Vocaloid, siendo este el producto más destacado.

## Descripción
Crypton 
comenzó en el negocio de la importación de productos musicales en 1995, y ha estado involucrado en el desarrollo, importación y venta de CD y DVD, librerías de efectos de sonido y música de fondo, y también en aplicaciones sintetizadoras de audio. Sus principales socios comerciales en Japón incluyen tiendas de instrumentos musicales, tiendas de computación, y distribuidores de software. 
La compañía ha vendido software para las siguientes organizaciones:
- Proveedores de Videojuegos, como Konami, Sega, Sony Computer Entertainment, Namco, y Nintendo
- Radiodifusión en medios públicos y privados (TV, radio, y cable), como NHK
- Compañías de hardware y software, como Apple Inc., Dell, y Microsoft
- Fabricantes de instrumentos musicales, como Roland Corporation y Yamaha Corporation
- Instituciones públicas, como gobiernos locales, el Ministerio de la Guerra de Japón, y el Ministerio de Educación, Cultura, Deportes, Ciencia y Tecnología
- Instituciones educativas, como preparatorias, universidades, y escuelas vocacionales.

Crypton también opera un número de sitios japoneses para móviles, la mayoría de ellos para i-mode, EZweb, and Yahoo! Keitai, con el objetivo de distribuir ringtones, efectos de sonido, y tonos de llamada con voz, incluyendo:
- Hatsune Miku Mobile (初音ミクモバイル)
- Miku to Utaou (ミクと歌おう♪)
- Pocket Sound Effect Pro (ポケット効果音Pro)
- Mazeteyo Nama Voice (まぜてよ☆生ボイス)

Una firma de entretenimiento móvil en Israel, Eurocom Cellular Communications Archivado el 25 de junio de 2011 en Wayback Machine., es un socio internacional de Crypton.

## Productos y servicios de Vocaloid

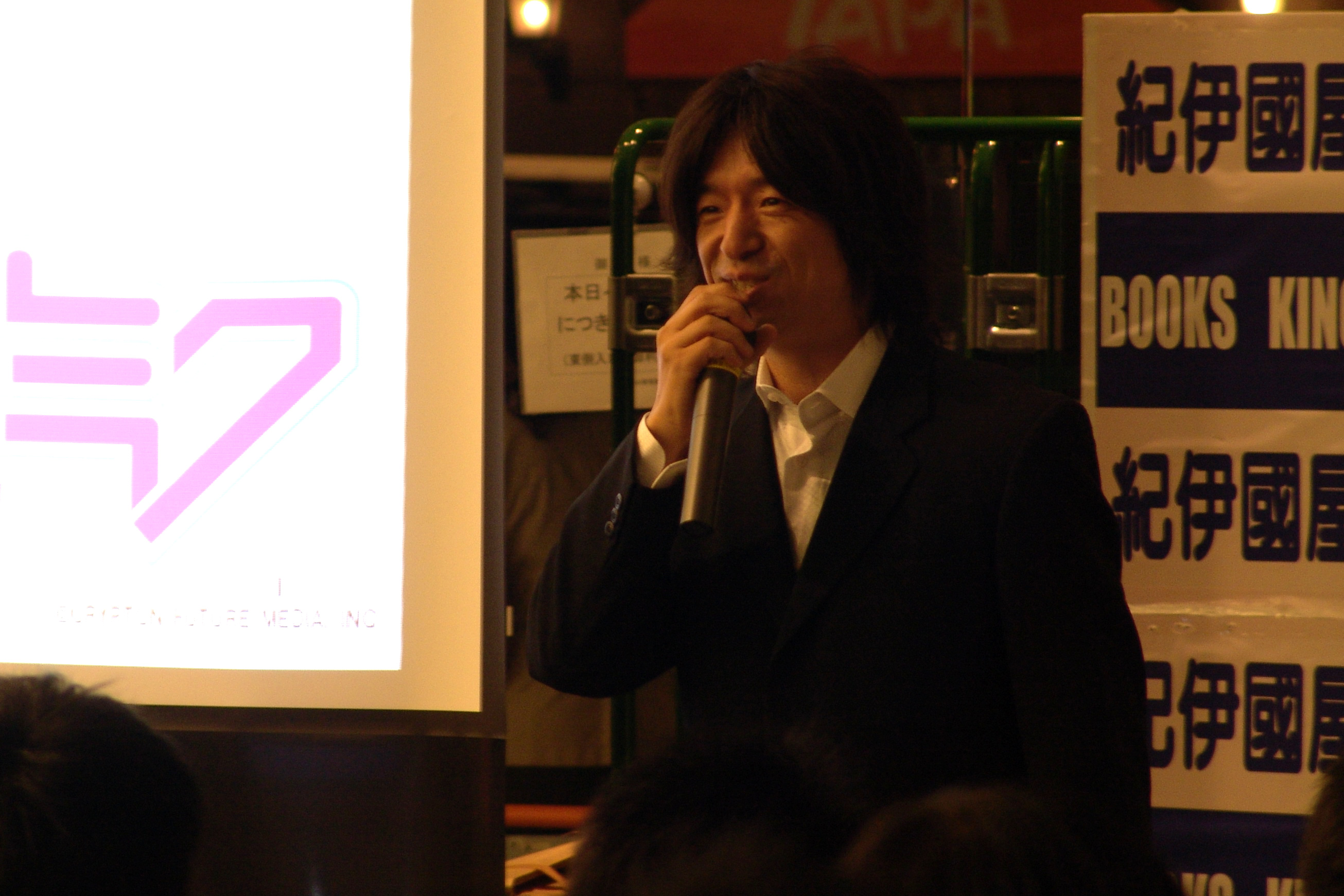
El 12 de octubre de 2008, el presidente de Crypton, Hiroyuki Itō, hizo público en el Science Café su proyecto titulado "Hatsune Miku Night - the diva transcending science" en Sapporo.

Crypton es más conocido por la producción y venta de software de síntesis de habla para la música electrónica. Sus productos usan Vocaloid, un mecanismo de síntesis de habla desarrollado por Yamaha Corporation, que también fueron acusados de encontrar y contactar con estudios ingleses con el objetivo de ganar recomendaciones para la versión en inglés del Vocaloid. La compañía presentó Meiko en 2004 y Kaito en 2006. La presentación del primer personaje vocal virtual Hatsune Miku fue el 31 de agosto de 2007, el cual utiliza el Vocaloid 2, que contribuyó enormemente a la fama de Crypton. El segundo y tercer personajes virtuales son Kagamine Rin y Len, presentados el 27 de diciembre de 2007, y Megurine Luka, presentado el 30 de enero de 2009. Debido a la popularidad de estos "Vocaloids", Crypton lanzó sitios en internet dedicados a publicar contenido hecho por los fanes, además de su propio sello musical KarenT para vender sus canciones. Asimismo, se realizan presentaciones con sus cantantes virtuales en conciertos masivos.